# 彎曲腺紋石蛾
彎曲腺紋石蛾（学名：Diplectrona cuculata）为紋石蛾科腺紋石蛾屬下的一个种。